# Seznam osebnosti iz Občine Tabor
Seznam osebnosti iz Občine Tabor vsebuje osebnosti, ki so se tu rodile, delovale ali umrle.
Občina Tabor ima 7 naselij: Črni Vrh, Kapla, Tabor, Loke, Miklavž pri Taboru, Ojstriška vas in Pondor.

## Plemstvo
- Veronika Deseniška (med 1380 in 1400, ? – 1425 (1428?), Loke, Grad Ojstrica), druga žena Friderika II. Celjskega
- Celjski grofje (ok. 1125 – 1456), vladarska rodbina, lastniki Gradu Ojstrica
- Habsburžani (1045–1918), vladarska rodbina, po izumrtju moške linije Celjskih leta 1456 lastniki Gradu Ojstrica

## Politika in vojska
- Franc Šmon (1907, Tabor – 1985, Slovenj Gradec), politični delavec, politični pisec, duhovnik
- Albin Vipotnik (1907, Zabukovica – 1999, Ljubljana), politični delavec
- Konrad Žilnik (1919, Kapla – 1944, Kozja), partizan, narodni heroj

## Publicistika
- Rado Zakonjšek (1913, Miklavž pri Taboru – 1999, Ljubljana), pisatelj, urednik, publicist, partizan

## Religija
- Alojzij Čižek (1869, Pilštanj – 1933, Jareninski Dol), katehetski pisec, duhovnik
- Jožef Hašnik (1811, Trbonje – 1883, Šentjur), duhovnik, narodni buditelj, pesnik, publicist
- Karel Hribovšek (1846, Tabor – 1916, Maribor), duhovnik, teolog, mariborski stolni dekan in prošt, konservator
- Franc Ksaver Lukman (1880, Loke – 1958, Ljubljana), duhovnik, teolog, patrolog, profesor
- Ivan Škafar (1912, Beltinci – 1983, Radlje ob Dravi), duhovnik, zgodovinar
- Izidor Završnik (1917, Tabor – 1943, Maribor), duhovnik

## Šolstvo
- Vera Levstik (1890, Šmihel nad Mozirjem – 1967, Vransko), učiteljica, ravnateljica šole, knjižničarka
- Vida Rudolf (1900, Slovenske Konjice – 1993, Ljubljana), učiteljica, glasbenica, pisateljica, pesnica
- Ignacij Šijanec (1874, Mihalovci – 1911, Gornji Grad), šolnik, planinec

## Umetnost

### Glasba
- Pavel Rančigaj (1899, Kapla – 1972, Ljubljana), glasbenik, skladatelj, orglavec

### Književnost
- Mare Cestnik (1962, Celje –), pisatelj, literarni urednik, literarni kritik
- Vlado Habjan (1919, Tabor – 2003, ?), pisatelj, zgodovinar, literarni urednik, partizan
- Jožef Hašnik (1811, Trbonje – 1883, Šentjur), pesnik, duhovnik
- Vladimir Koch (1912, Log pod Mangartom – 1987, Ljubljana), dramaturg, scenarist, filmski zgodovinar in kritik, publicist, prevajalec
- Vladimir Levstik (1886, Šmihel nad Mozirjem – 1957, Celje), pisatelj, pesnik, prevajalec

### Slikarstvo
- Ferdinand Stuffleser (1855, ? – 1929, ?), podobar
- Matej Tomc (1814, Šujica – 1885, Šentvid (Ljubljana)), podobar

## Znanost: humanistika in naravoslovje
- Angelos Baš (1926, Tabor – 2008, Ljubljana), etnolog, profesor, kustos
- Vito Hazler (1952, Maribor –), etnolog, profesor
- Karmen Kreže (1980, Celje –), bibliotekarka, domoznanska piska, profesorica zgodovine
- Jože (Jožef) Lep (1928, Kapla – 2013, Maribor), matematik